# Forstamt Geisenfeld
Das Forstamt Geisenfeld war für die Waldflächen des Landkreises Pfaffenhofen an der Ilm, der kreisfreien Stadt Ingolstadt und den südöstlichen Teil des Landkreises Eichstätt zuständig.
Das Forstamt Geisenfeld war bis Ende 2005 eine Behörde der bayerischen Staatsforstverwaltung. Es umfasste eine Fläche von 129110 ha, davon waren 26,66 % Wald (34435 ha). Die Nord-Süd-Ausdehnung betrug 60 km, die Ost-West-Ausdehnung 25 km.
Der höchste Punkt lag etwa bei 550 m ü. NN. Der tiefste im Donautal bei etwa 350 m ü. NN.
Im Zuge der Forstreform in Bayern wurde das Forstamt Geisenfeld mit dem Landwirtschaftsamt Pfaffenhofen zusammengelegt. Der neue Name für beide Ämter lautet Amt für Landwirtschaft und Forsten Pfaffenhofen. Zuständig ist das neue Amt für die Landkreise Pfaffenhofen und Neuburg-Schrobenhausen. Dienstsitze sind in Pfaffenhofen und Schrobenhausen.

## Geschichte
- 1030   Erste Waldbewirtschaftung im Raum Geisenfeld durch das Kloster Geisenfeld
- 1177   Gründung eines Klosterforstamtes
- 1789   Gründung des Forstamtes Geisenfeld als Wild- und Forstmeisteramt
- 1803   Im Zuge der Säkularisation wurde der Klosterwald zum staatlichen Forstamt eingegliedert
- 1864   Errichtung des heutigen Forstamtsgebäudes in der Forstamtstraße
- 2000   Nach Auflösung des Forstamtes Beilngries wurden Teile davon nach Geisenfeld eingegliedert
- 2006   Forstreform in Bayern - Auflösung der Forstämter bzw. Umbenennung in 'Amt für Landwirtschaft und Forsten'
- 2007   Umzug der Abteilung Forsten von Geisenfeld nach Pfaffenhofen und somit letzter Schritt der Auflösung des ehemaligen Forstamtes Geisenfeld

### Dienststellen bis Ende 2005
- Forstamt Geisenfeld
- Forstdienststelle Ernsgaden
- Forstdienststelle Ronnweg
- Forstdienststelle Ainau
- Forstdienststelle Klosterberg
- Forstdienststelle Reichertshausen
- Forstdienststelle Hög
- Forstdienststelle Kösching I
- Forstdienststelle Kösching II
- Forstdienststelle Altmannstein
- Forstdienststelle Stammham

### Waldeigentümer bis Ende 2005
- Staatswald                              4536 ha
- Fundationsstiftung Pfaffenhofen          139 ha
- Städtische Forstverwaltung Ingolstadt   1661 ha
- Wittelsbacher Ausgleichsfonds           5102 ha
- Sonstiger Körperschaftswald              2210 ha
- Kleinprivatwald                         18092 ha
- Baron de Bassus                          623 ha
- Toerring'sche Forstverwaltung            794 ha
- Freiherr von Freyberg                    313 ha
- Erzdiözese München - Freising             78 ha
- Leinfelder'sche Forstverwaltung           40 ha
- Sonstiger Privatwald                       28 ha
- Bundeswald                               374 ha

## Besonderheiten
- Mitterbachel Weiher - Sammlung verschiedener Baumarten, darunter exotische Baumriesen
- Naturschutzgebiet Nöttinger Viehweide und Badertaferl
- Naturwaldreservat Schiederholz
- Naturwaldreservat Haarbruck

## Forstdienststellen
- Amt für Landwirtschaft und Forsten Pfaffenhofen
- Forstdienststelle Klosterberg

Zuständig für die Gemeinden Hohenwart, Pfaffenhofen, Pörnbach, Rohrbach
Vertretung für die FoDst Aresing und Neuburg: Bergheim, Brunnen (Bayern), Ehekirchen, Karlshuld, Karlskron, Königsmoos, Neuburg an der Donau, Oberhausen (bei Neuburg/Donau), Rohrenfels, Waidhofen, Weichering
- Forstdienststelle Reichertshausen

Zuständig für die Gemeinden Gerolsbach, Hettenshausen, Ilmmünster, Jetzendorf, Reichertshausen, Scheyern, Schweitenkirchen
Vertretung für die FoDst Aresing: Aresing, Berg im Gau, Gachenbach, Langenmosen, Schrobenhausen
- Forstdienststelle Hög

Zuständig für die Gemeinden Baar-Ebenhausen, Ernsgaden, Geisenfeld, Manching, Münchsmünster, Reichertshofen, Vohburg, Wolnzach
- Forstdienststelle Rennertshofen

Zuständig für die Gemeinden Burgheim, Rennertshofen
Vertretung für die FoDSt Neuburg: Spitalwald Neuburg, Unterhausen
- Forstdienststelle Neuburg an der Donau

Zurzeit nicht besetzt
- Forstdienststelle Aresing

Zurzeit nicht besetzt